# Pustiměř
Pustiměř là một làng thuộc huyện Vyškov, vùng Jihomoravský, Cộng hòa Séc.